# هرمزآباد
هرمزآباد، روستایی است از توابع بخش مرکزی و در شهرستان سردشت استان آذربایجان غربی ایران.

## جمعیت
این روستا در دهستان گورک سردشت قرار داشته و بر اساس سرشماری سال ۱۳۸۵ جمعیت آن ۸۵ نفر (۱۳ خانوار)
بوده‌است.